# Entente internationale des travailleurs et des peuples
L'Entente internationale des travailleurs et des peuples (EIT) est un cadre de discussion politique transnational créé en janvier 1991, à Barcelone, par des militants d'organisations de gauche et d'extrême gauche. Les coordinateurs sont Louisa Hanoune en Algérie (la secrétaire générale du Parti des travailleurs) et Dominique Canut en France (membre du Parti ouvrier indépendant).

## Implantation
Depuis la conférence d'Alger de novembre 2010, cette organisation a des correspondants dans 54 pays,.
La liste des 463 militants ayant des responsabilités importantes notamment dans le mouvement syndical international et qui ont appelé à la tenue d'une conférence à Alger en novembre 2010, montre que cette organisation ne rassemble pas seulement des trotskistes. La conférence de l'EIT qui s'est tenue à Alger a ainsi été accueillie par Sidi Saïd, le secrétaire national de l’Union générale des travailleurs algériens (UGTA).

## Organisation
L'EIT s'exprime dans une publication bimensuelle et un site Web en français, anglais et espagnol, avec les bulletins bimensuels correspondant : Informations internationales, International Newsletter et Informaciones Internacionales.

## Ligne politique
Cette organisation s'est fondée sur un Manifeste « contre la guerre et l’exploitation », dénonçant les liens entre la guerre, le capitalisme et des institutions telles que le FMI ou la CEE :

« […] la guerre signifierait un pas supplémentaire dans l’oppression et l’exploitation, qui, sous l’égide du FMI, de la CEE et de la Trilatérale, organisent dans tous les pays et sur tous les continents la déréglementation, le chômage, la destruction de l’enseignement et de la culture, la destruction des usines, la désertification des campagnes. »

Autre point qui fait la caractéristique de ce mouvement : la défense des organisations syndicales et de leur indépendance. En effet, pour l'EIT, il s'agit d'empêcher « la subordination des organisations ouvrières, et d’abord des organisations syndicales, à l’État » et de défendre « l'indépendance des organisations et la souveraineté des peuples ».